# Krachtova skupina
Krachtova skupina, skupina kometa "na Sunčevom rubu" koje je zabilježio svemirski teleskop SOHO. Pripadnici ove skupine imaju srednji perihel od samo 0,046 AJ i nagib od 13°. Prvi ih je identificirao njemački astronom Rainer Karl Otto Kracht (1948. – ). Za komete ove skupine se kao i za Marsdenovu skupinu smatra da su izdanak kometa 96P/Machholz.
Na engleskom ih se naziva sunskirters da bi ih se razlikovalo od sungrazersa Kreutzova sustava.

## Vanjske poveznice
- (eng.) Seiichi Yoshida's Home Page 342P/SOHO (2000) – Fragmentation Tree of Kracht Group, ažurirano 15. rujna 2019.